# Dębowiec (Jedwabno)
Dębowiec (deutsch Dembowitz, 1935 bis 1945 Eichenau) ist ein kleiner Ort in der polnischen Woiwodschaft Ermland-Masuren und gehört zur Landgemeinde Jedwabno (1938 bis 1945 Gedwangen) im Powiat Szczycieński (Kreis Ortelsburg).

## Geographische Lage
Dębowiec liegt am Omulef-Fluss (polnisch Omulew) in der südlichen Mitte der Woiwodschaft Ermland-Masuren, 24 Kilometer nordöstlich der früheren Kreisstadt Neidenburg (polnisch Nidzica) bzw. 18 Kilometer südwestlich der heutigen Kreismetropole Szczytno (deutsch Ortelsburg).

## Geschichte
Das Gründungsjahr von Dembowitz (nach 1785 auch Dembowietz) ist 1617. Überregional bekannt war Dembowitz aufgrund des besonders hohen Aufkommens von Raseneisenerz. Das Dorf war von 1874 bis 1945 in den Amtsbezirk Malga (polnisch Małga) im ostpreußischen Kreis Neidenburg eingegliedert.
233 Einwohner waren 1910 in Dembowitz gemeldet. Im Jahre 1933 waren es 243.
Am 1. August 1935 wurde Dembowitz in „Eichenau“ umbenannt. Die Einwohnerzahl belief sich 1939 auf 210.
In Kriegsfolge kam Eichenau 1945 mit dem gesamten südlichen Ostpreußen zu Polen. Das Dorf erhielt die polnische Namensform „Dębowitz“ und ist heute als Waldsiedlung (polnisch Osada leśna) eine Ortschaft im Verbund der Landgemeinde Jedwabno (1938 bis 1945 Gedwangen) im Powiat Szczycieński (Kreis Ortelsburg), bis 1998 der Woiwodschaft Olsztyn, seither der Woiwodschaft Ermland-Masuren zugehörig. Ein großer Teil des alten Ortsgebiets gehört jetzt zum militärischen Übungsgelände, dem Nachbardörfer wie Małga (Malga) und auch Niedźwiedź (Malgaofen) total zum Opfer gefallen sind.

## Kirche
Dembowitz/Eichenau war bis 1945 in die evangelische Kirche Malga in der Kirchenprovinz Ostpreußen der Kirche der Altpreußischen Union sowie in die römisch-katholische Pfarrkirche Jedwabno im Bistum Ermland eingepfarrt. Heute befinden sich die Gotteshäuser beider Konfessionen in Jedwabno, das nun jedoch zur Diözese Masuren der Evangelisch-Augsburgischen Kirche in Polen bzw. zum Erzbistum Ermland gehört.

## Schule
Die Schule in Dembowitz wurde unter Friedrich Wilhelm II. gegründet. Es handelte sich um einen Backsteinbau mit nur einem Klassenraum, in dem etwa 35 Schulkinder unterrichtet wurden.

## Verkehr
Dębowiec liegt an einer Nebenstraße, die von Kot (Omulefofen) in den Ort führt und früher bis nach Małga (Malga) verlief. Eine Anbindung an den Bahnverkehr existiert nicht.